# Parownik
Parownik (lub parowacz) – rodzaj wymiennika ciepła, w którym jeden z czynników roboczych ulega odparowaniu.
W parowniku chłodni dla stabilnej pracy układu zawsze jest wymagane nieduże przegrzanie czynnika chłodniczego. Wynosi ono najczęściej ok. 60 do 70% różnicy pomiędzy temperaturą w pomieszczeniu a temperaturą odparowania. A zatem przy temperaturze odparowania –8 °C i temperaturze w komorze 0 °C przegrzanie czynnika powinno wynosić ok. 5 K.
W kotle parowym jest to ten fragment powierzchni ogrzewalnej, w którym następuje przemiana wody w parę wodną.
W gorzelnictwie parownik jest zbiornikiem hermetycznym, cylindryczno-stożkowym, z dopływem pary wodnej, działa pod ciśnieniem. W parowniku odbywa się parowanie ziemniaków lub zboża, podczas którego następuje zniszczenie struktury tkankowej surowca. Po opuszczeniu parownika surowiec ma postać jednolitej brązowej masy. Parowanie trwa do 1,5 h. Po parowaniu surowiec tzw. zacier wędruje do kadzi zaciernej.